# Angus McSix
 (décembre 2023).
La mise en forme du texte ne suit pas les recommandations de Wikipédia : il faut le « wikifier ».
Les points d'amélioration suivants sont les cas les plus fréquents. Le détail des points à revoir est peut-être précisé sur la page de discussion.
- Les titres sont pré-formatés par le logiciel. Ils ne sont ni en capitales, ni en gras.
- Le texte ne doit pas être écrit en capitales (les noms de famille non plus), ni en gras, ni en italique, ni en « petit »…
- Le gras n'est utilisé que pour surligner le titre de l'article dans l'introduction, une seule fois.
- L'italique est rarement utilisé : mots en langue étrangère, titres d'œuvres, noms de bateaux, etc.
- Les citations ne sont pas en italique mais en corps de texte normal. Elles sont entourées par des guillemets français : « et ».
- Les listes à puces sont à éviter, des paragraphes rédigés étant largement préférés. Les tableaux sont à réserver à la présentation de données structurées (résultats, etc.).
- Les appels de note de bas de page (petits chiffres en exposant, introduits par l'outil «  Source ») sont à placer entre la fin de phrase et le point final[comme ça].
- Les liens internes (vers d'autres articles de Wikipédia) sont à choisir avec parcimonie. Créez des liens vers des articles approfondissant le sujet. Les termes génériques sans rapport avec le sujet sont à éviter, ainsi que les répétitions de liens vers un même terme.
- Les liens externes sont à placer uniquement dans une section « Liens externes », à la fin de l'article. Ces liens sont à choisir avec parcimonie suivant les règles définies. Si un lien sert de source à l'article, son insertion dans le texte est à faire par les notes de bas de page.
- La présentation des références doit suivre les conventions bibliographiques. Il est recommandé d'utiliser les modèles {{Ouvrage}}, {{Chapitre}}, {{Article}}, {{Lien web}} et/ou {{Bibliographie}}. Le mode d'édition visuel peut mettre en forme automatiquement les références.
- Insérer une infobox (cadre d'informations à droite) n'est pas obligatoire pour parachever la mise en page.

Pour une aide détaillée, merci de consulter Aide:Wikification.
Si vous pensez que ces points ont été résolus, vous pouvez retirer ce bandeau et améliorer la mise en forme d'un autre article.
Angus McSix est un groupe international de power metal formé par le chanteur suisse Thomas Winkler et le producteur, chanteur et guitariste allemand Sebastian "Seeb" Levermann. Leur premier album enregistré en studio, Angus McSix and the Sword of Power, est sorti le 21 avril 2023 via Napalm Records. Chaque membre du groupe incarne un personnage de l'histoire raconté à travers l'album.

## Histoire
Angus McSix a été formé en août 2021 après la séparation de l'ancien leader de Gloryhammer, Thomas Winkler. Sebastian "Seeb" Levermann, leader du groupe allemand Orden Ogan, contacta Winkler avec l'idée de former un nouveau supergroupe de power metal. C'est lui qui suggère Angus McSix comme nom du groupe, en référence au personnage de scène Angus McFife qu'il incarnait jusqu'à présent. Le nom révèle la continuation du personnage de scène précédent de Winkler, mais indique aussi par un jeu de mots que le personnage a reçu une mise à niveau (passant de McFife (five soit cinq en français) à McSix) et sera désormais une version plus puissante de lui-même. Pour compléter le groupe, les deux fondateurs ont fait appel à la guitariste italienne Thalia Bellazecca (ex-Frozen Crown ) et à Manu Lotter, l'ancien batteur du groupe Rhapsody of Fire.

Le groupe a enregistré les chansons écrites par Winkler et Levermann aux Greenman Studios en 2022 et c'est en Serbie qu'ils se sont rencontré pour produire deux clips pour leurs deux premiers singles Master of the Universe et Sixcalibur . Le premier single, Master of the Universe, est considéré par certains comme une attaque contre l'ancien groupe de Winkler, qui l'avait expulsé du groupe par email après dix ans de formation.

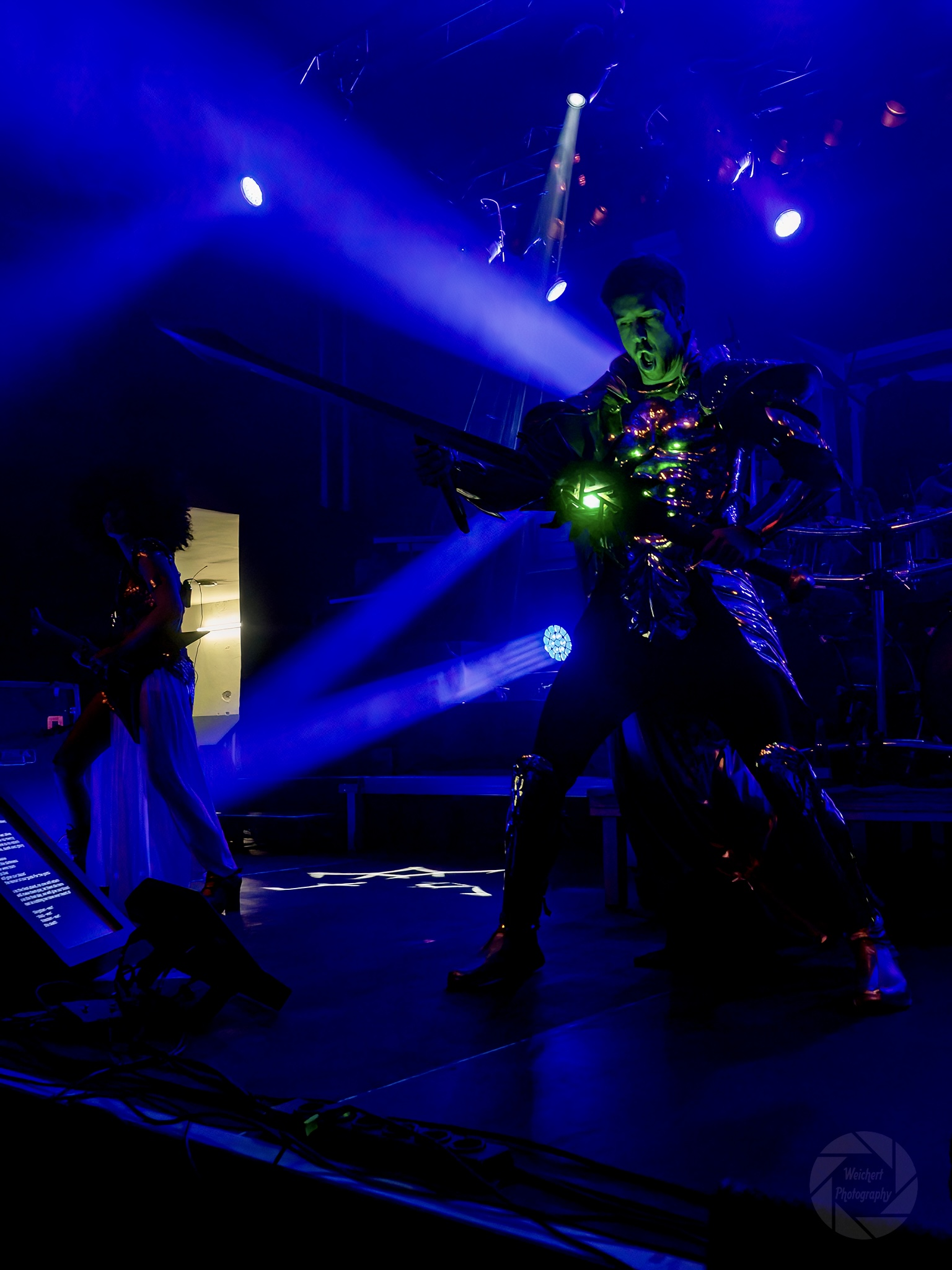
Angus McSix avec Sixcalibur.

Le 21 avril 2023, le premier album studio d'Angus McSix est sorti sous le label Napalm Records, intitulé Angus McSix and the Sword of Power . Ce titre vient de l'histoire racontée dans l'album, qui continue l'histoire du prince d'Ecosse fictif, Angus McFife XIII après sa mort héroïque à la fin du dernier album de Gloryhammer chanté par Winkler. Celui-ci revient des morts plus fort que jamais et prend le nom de Angus McSix. L'album a atteint la dixième place des charts allemands, la 16e place des charts suisses et la 26e place des charts autrichiens, ce qui en fait le début le plus réussi d'un groupe de power metal dans ces pays. Il a également atteint la 24e place des charts rock et métal britanniques.
Angus McSix inclut à la fois des éléments de power metal de la fin des années 1990 et des éléments disco modernes. Un rapprochement est fait avec Sonata Arctica ou Blind Guardian. Le chant est puissant, aux multiples facettes et clair, et a été décrit par les critiques comme révolutionnaire pour le genre et comparé à Rob Halford ou Ronnie James Dio. La structure des chansons est principalement sous forme de vers classiques.

### Membres actuels
- Sam Nyman – chant
- Sebastian "Seeb" Levermann - guitares, basse, chœurs
- Thalia Bellazecca – guitares
- Gerit Lamm – batterie

### Anciens membres
- Thomas Winkler – chant
- Manu Lotter – batterie

## Discographie

### Albums studios
| Titre                              | Détails de l'album                                    | Meilleures positions aux charts | Meilleures positions aux charts | Meilleures positions aux charts | Meilleures positions aux charts |
| Titre                              | Détails de l'album                                    | ALL                             | CH                              | AUT                             | UK rock                         |
| ---------------------------------- | ----------------------------------------------------- | ------------------------------- | ------------------------------- | ------------------------------- | ------------------------------- |
| Angus McSix and the Sword of Power | - Sortie : 21 avril 2023 - Étiquette : Napalm Records | 10                              | 16                              | 26                              | 24                              |

### Singles
| Titre                   | Année | Album                              | Réf.   |
| ----------------------- | ----- | ---------------------------------- | ------ |
| Master of the Universe  | 2023  | Angus McSix and the Sword of Power | [ 9 ]  |
| Sixcalibur              | 2023  | Angus McSix and the Sword of Power | [ 10 ] |
| Laser-Shooting Dinosaur | 2023  | Angus McSix and the Sword of Power | [ 11 ] |
| Ride to Hell            | 2023  | Angus McSix and the Sword of Power | [ 12 ] |
| 6666                    | 2025  |                                    | [ 13 ] |

### Clips musicaux
- "Master of the Universe"
- "Sixcalibur"
- "Laser-Shooting Dinosaur"
- "Ride to Hell"
- "6666"